# Donna Nelson
La Dra. Donna J. Nelson es una profesora de química estadounidense, empleada por la Universidad de Oklahoma. Nelson está especializada en la química orgánica, la cual investiga y enseña. La carrera de Nelson se ha centrado en cinco áreas primarias de investigación generalmente categorizada en dos áreas, Investigación Científica y la Preparación Científica Americana. Dentro de la investigación científica, las áreas de Nelson han sido: (1) los patrones mecanicistas en las reacciones de adición de alqueno y los nanotubos de carbono de pared simple (SWCNT), su funcionalización y análisis. Bajo el grado de preparación científica de los Estados Unidos, ella se centra en la educación científica, que incluye innovaciones en el aula y la corrección de las inexactitudes de libros de texto de química orgánica, diversidad étnica y de género entre los departamentos de ciencias de alto rango de las universidades de investigación, y mejorar la presentación de ciencia e imágenes de científicos al público, además de servir como asesora científica para la serie de televisión Breaking Bad.

## Educación y carrera
Nelson nació en Eufaula, Oklahoma. Obtuvo su licenciatura en ciencias en química en la Universidad de Oklahoma. Luego obtuvo su doctorado en química en la Universidad de Texas en Austin con Michael JS Dewar y su trabajo post-doctoral en la Universidad de Purdue con el Premio Nobel de Química Herbert C. Brown. Después de sus estudios post-doctorales en Purdue, Nelson se ha unido a la Universidad de la Oficina del Provost Oklahoma desde 1989 hasta 1990. Nelson fue la profesora visitante al Instituto Tecnológico de la Universidad de Massachusetts en 2003 y en 2010. Fue la asistente de la presidenta de la Sociedad Americana de Química Ann Nalley de las elecciones de Nalley de 2004 a 2007.

## Investigación científica

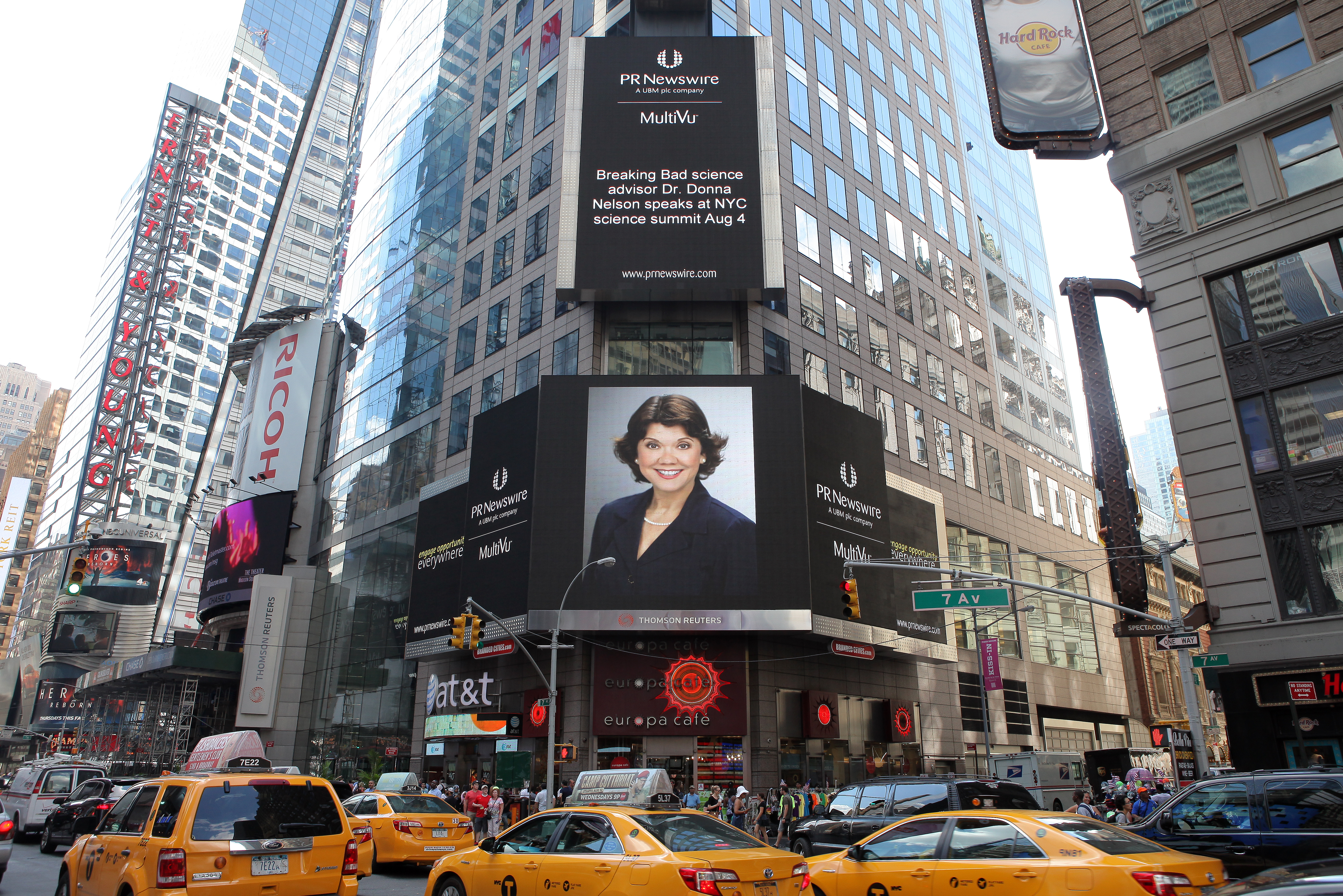
La imagen de Donna Nelson en Times Square (2015).

### Pared simple de nanotubos de carbono (SWCNT) reacciones
En 2005, Nelson comenzó aplicando a la pared simple de nanotubos de carbono (SWCNT) las reacciones del conocimiento obtenido de previa investigación en los efectos de los sustituyentes sobre las reacciones de alquenos. Ella aplicó espectroscopia de resonancia magnética nuclear (NMR) para examinar los efectos de los sustituyentes sobre las reacciones SWCNT y la asociación con la variedad de clases de moléculas orgánicas, como los alcoholes, aminas, cetonas, aldehídos y compuestos nitrogenados. Al hacer esto, ella fue pionera en la aplicación de la RMN para funcionalización y caracterización SWCNT prístina y análisis.

### Reacciones de alquenos
Como física orgánica física, Nelson desarrolló una nueva técnica sintética útil para la recopilación de información sobre el mecanismo de las reacciones de adición de alquenos. Las investigaciones a menudo permiten la selección de uno de los mecanismos de los varios propuestos. La técnica ha ayudado a determinar los mecanismos de las reacciones de adición importantes de alquenos, tales como la hidroboración, la oximercuración, la bromación, el proceso Wacker, y la reacción del catalizador de Wilkinson.

## Preparación para la ciencia de Estados Unidos

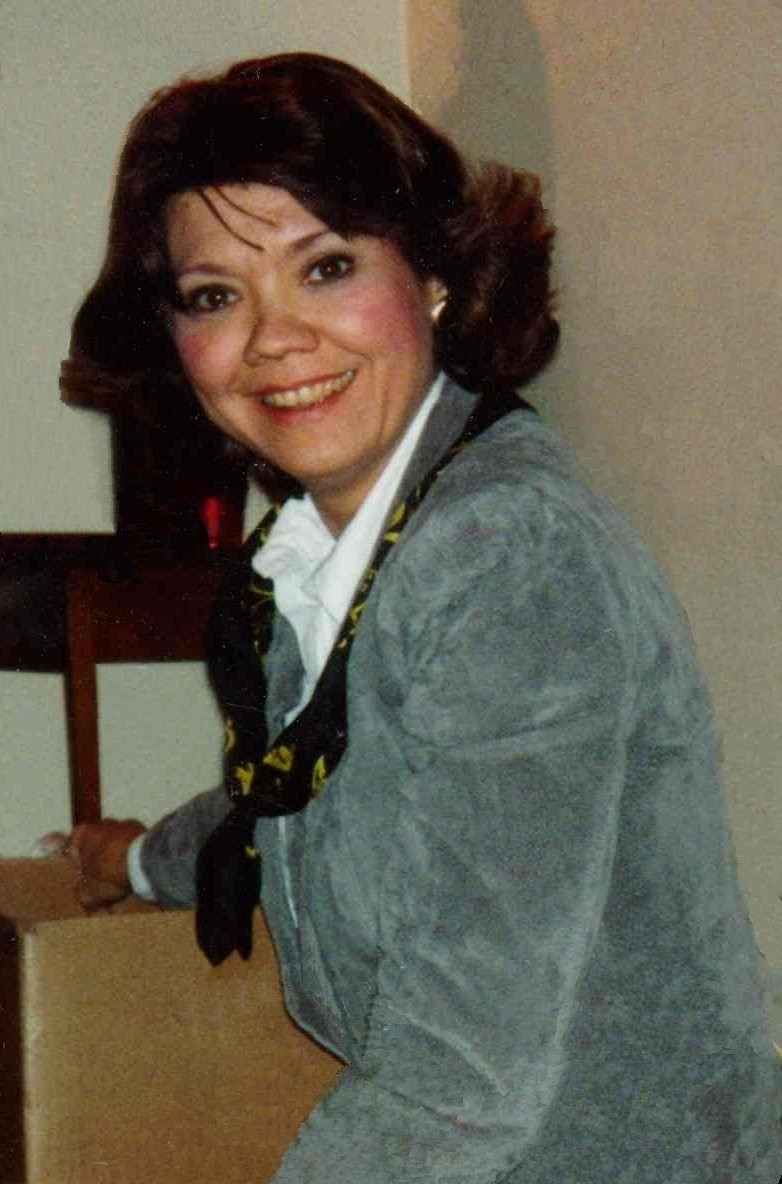
Donna Nelson.

### Educación científica

#### La mejora en los libros de la química orgánica
En 2011, Nelson examinó los libros de texto de química orgánica de pregrado de integrales en uso en ese momento , con el fin de determinar la coherencia en la conformación del ciclohexano a través de los textos y la literatura de la investigación; recomendaron cambios para remediar las incoherencias en la nomenclatura que conforman el ciclohexano y planos estructurales a través de los libros de texto. Ella y sus estudiantes continúan evaluando los libros de texto de química orgánica de pregrado que se utilizan actualmente - con el fin de identificar otros contenidos en desacuerdo con la literatura de investigación y las características que son más propicias para el aprendizaje.

#### Innovaciones en el aula
Nelson utilizó su tarea docente en grandes sectores de la química orgánica para desarrollar y evaluar los dispositivos de aprendizaje para sus alumnos. Los dispositivos utilizan una presentación visual, en lugar de una oral o escrita ; dos de ellos fueron adoptados por los editores para acompañar a sus principales libros de texto de química orgánica . Ella también encuestó a los estudiantes con el fin de determinar los factores que influyen en los estudiantes para seleccionar o permanecer en comandantes de la ciencia . Los resultados de la investigación de Nelson y los materiales de un proyecto educativo, diseñado por estudiantes de secundaria de Oklahoma y la participación de las reacciones precipitadas formadoras microgravedad llevado a cabo en la misión STS - 40 , son objeto de una exposición educativa permanente que demuestra el método científico, en el Museo del Aire y del Espacio de Oklahoma.

### Investigación sobre la diversidad en ciencias
Desde FY2001 a FY2004, Nelson encuestó a titulares y a los miembros del profesorado “tenure-track” universitarios de los top 50 departamentos en cada uno de 14 disciplinas de las ciencias y de la ingeniería (química, física, matemáticas, ingeniería química, ingeniería civil, ingeniería eléctrica, ingeniería mecánica, informática la ciencia, la ciencia política, la sociología, la economía, las ciencias biológicas y la psicología).
Se recogieron datos sobre la raza / etnia, el género y rango, y las poblaciones completas , en lugar de las muestras , por lo que revelan con exactitud el pequeño número o ausencia completa de los grupos menos representados .Los datos para todas las disciplinas se obtuvieron de forma simultánea y por un protocolo consistente y por lo tanto son comparables a través de un gran número de disciplinas. Estas son conocidas como las diversas encuestas de Nelson.
Ese primer estudio reveló que, en general, las mujeres y las minorías están subrepresentadas en estas facultades. Por ejemplo, el primer estudio que finalizó en el ejercicio de 2002 mostró que no había un numerario americano negro, hispano o nativo o profesorado femenino “tenure track” en los 50 mejores departamentos de informática.
Para la química y las facultades de la ingeniería química, sus datos de origen nacionales adicionales revelaron que, recientemente, más inmigrantes han sido contratados como profesores que las mujeres estadounidenses y las minorías estadounidenses. Las encuestas análogas se llevaron a cabo para los mejores 100 departamentos en cada una de 15 disciplinas de las ciencias y la ingeniería, incluyendo ciencias de la tierra, en el ejercicio 2005 y en el ejercicio 2007.
La divesidad de investigación de Nelson ha sido citada por decenas de periódicos, revistas y publicaciones diarias incluyendo Nature, The New York Times, The Christian Science Monitor, CNN.
La oficina de responsabilidad del Gobierno utilizó los datos de Nelson para el informe de julio del 2004 al congreso sobre el Título IX, específicamente el acceso a las oportunidades en las ciencias para las mujeres. Nelson ha ecrito también sobre la diversidad en los campos de STEM para los puntos de ventas, como el PBS y la Asociación para las mujeres en la ciencia.

### Imagen de la ciencia y los científicos en la sociedad

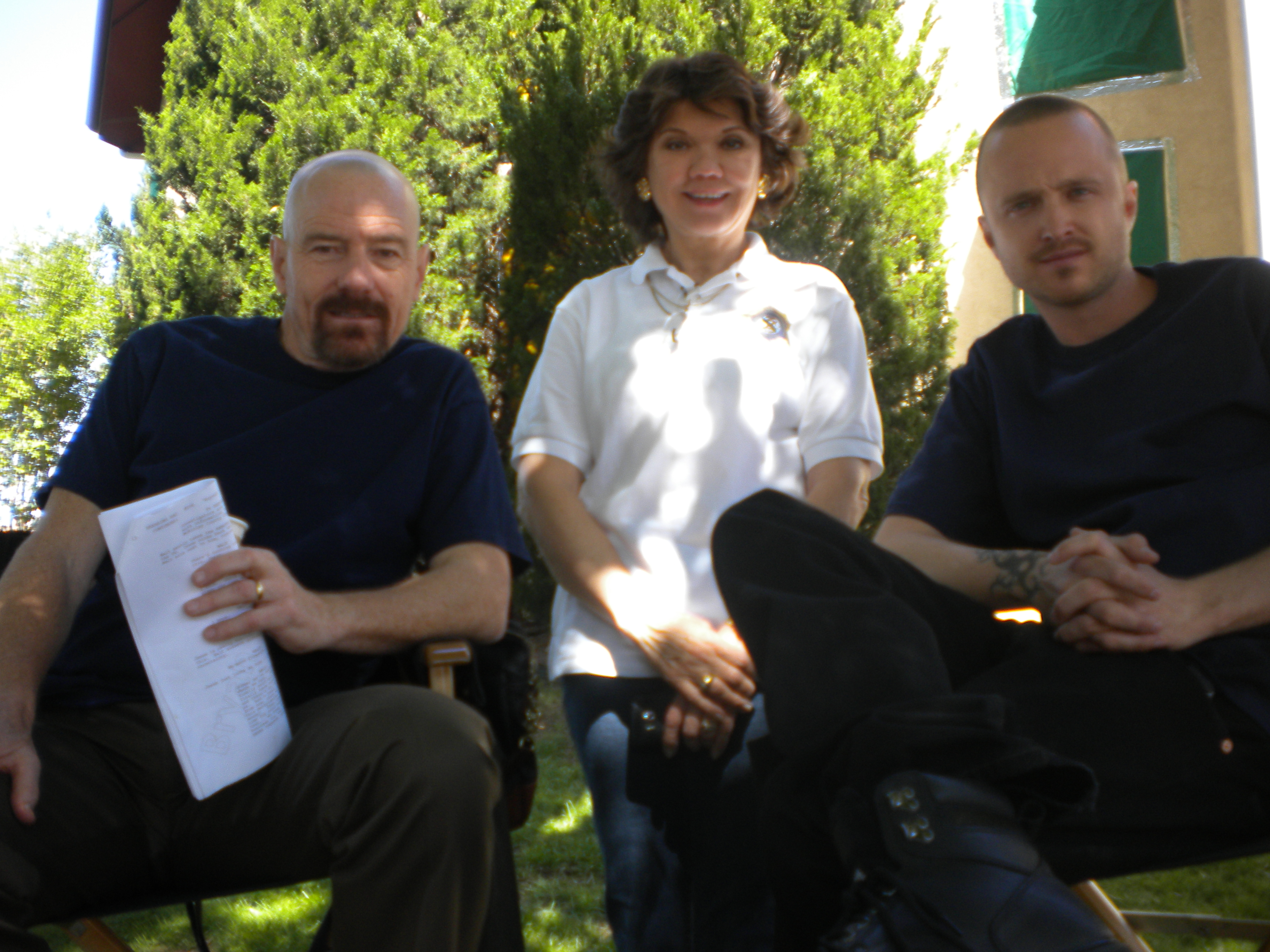
La Doctora Donna Nelson, asesora científica y ganadora de un Emmy por la serie de televisión de AMC "Breaking Bad" de pie junto a Bryan Cranston (izquierda) y Aaron Paul, quienes protagonizan la serie. Foto tomada el 25 de mayo de 2013 durante una visita al set en Albuquerque, NM.

#### Asesor científico AMC Serie de Televisión “Breaking Bad”
Nelson es una defensora de la precisión científica en televisión, el cine y otros medios de comunicación, así como la promoción de las intersecciones de las comunidades científica y el público. Ella es una de los asesores en la AMC, en la serie de televisión “Breaking Bad”. Tras una petición de ayuda científica del creador de la serie , Vince Gilligan , Nelson se ofreció a asesorar a la serie en lo que respecta a la química orgánica.
La Dr. Nelson comprobó los guiones y el diálogo proporcionados por el programa de televisión Breaking Bad. Ella también diseñó las estructuras químicas y las ecuaciones químicas que escribió fueron utilizados como accesorios. Según el productor ejecutivo / creador Vince Gilligan, Walter White estaba hablando con sus estudiantes y yo pude embrutecer algunos momentos de la descripción y el diálogo en los primeros episodios lo cual se sostuvo hasta que recibimos la ayuda de químicos honestos.Tenemos una química llamada Dr. Donna Nelson de la Universidad de Oklahoma que nos es muy útil así como los veterinarios de script para asegurarse de nuestro diálogo y de si esta la química actualizada. También contamos con un químico de la Asociación Antidrogas con sede en Dallas que acabó siendo muy útil para nosotros.

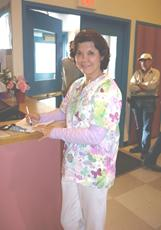
Foto de la Doctora Donna Nelson tomada durante la visita al set de Breaking Bad el 12 de mayo de 2011.

Gilligan dijo: La Dr. Donna Nelson de la Universidad de Oklahoma se nos acercó en temporadas atrás y nos dijo: “Me gusta mucho este espectáculo, y si alguna vez necesitáis ayuda con la química, me encantaría echar una mano”. Ella ha sido una asesora maravillosa. Hemos recibido ayuda donde lo necesitabamos, ya sea en química, ingeniería eléctrica, o la física.
Tratamos de tener todo correcto. No hay mucho tiempo en el set, pero corremos en ciertas escenas gracias a estos expertos . Nelson habló de Gilligan ya que estaba muy interesado en tener el derecho de la ciencia, dijo que marcó la diferencia.

#### La química de Hollywood
Con el fin de abarcar las comunidades de ciencia y entretenimiento, organizó un simposio "Hollywood Química" en la Marcha de 2011 Reunión Nacional de la AEC en Anaheim, CA. Fue tan bien recibido-El simposio que se le pidió organizar un segundo simposio para agosto de 2011 Reunión Nacional de la AEC en Denver, CO, "La ciencia en la pantalla de Hollywood".

#### “Big Bang Theory”, Premio Nobel y otras contribuciones
Ella participó en el “Geek of the Week” un programa de David Saltzberg, visitando el set de “Big Bang Theory” en marzo de 2013 y otra vez en marzo de 2014. En la ceremonia del premio Nobel en 2011, hizo una presentación de su investigación del SWCNT, seguido por siete palabras que aclararían el trabajo a la gente. Las siete palabras fueron “el análisis de SWCNT debe agitarse , no almacenarse”. Ella dio consejos en el fondo, la terminología, la pronunciación y la retrosíntesis y la síntesis total de haplofitina a escritores y actores de la primera producción teatral de triángulo en el Lyric Theatre.

#### Nativos americanos y la diabetes
Ella colaboró con las tribus nativas americanas para determinar las incidencia, los efectos y las actitudes acerca de la diabetes en los nativos americanos de Oklahoma.

## Premios y honores
Nelson ha recibido varios honores y premios. Estos incluyen ser nombrada miembro de la Sociedad Americana de Química (ACS), Oklahoma Salón de la Fama de la Educación Superior, (2013) [64] ACS Oklahoma Químico del Año (2012), eNews de la Mujer 21 Líderes para el Siglo 21 (2006), miembro de la Asociación Americana para el Avance de la Ciencia AAAS (2005), y de las Minorías Profesiones de la Salud de la Fundación del Salón de la Fama (2005). También ha recibido el premio ACS Nalley (2011), una beca Guggenheim (2003), premio “la mujer del coraje” (2004), una beca de la Fundación Ford (2003), una Beca Fulbright (2007), una SACNAS el Distinguido Scientist Award (2006), (NSF) Premio de Liderazgo ADVANCE de la fundación Nacional de Ciencia (2006), premio al profesor sobresaliente de Oklahoma (2005), Premio de Investigación de la Facultad de Sigma Xi (2001), y la NSF Extensión Especial a la Creatividad (1989).
El diario de la portada Química Orgánica del 4 de febrero de 2005, y del calendario de la División de Química Orgánica de septiembre de 2006, cada uno ofreció su investigación de la AEC. La Fundación TheChemical del Patrimonio (2009), la Sociedad para el Avance de los Chicanos y Nativos Americanos en Ciencias (2004), y JustGarciaHill (2003), cada uno recoge su historia para agregar a sus colecciones de biografías científicos prominentes.